# Réserve nationale de faune de Harris Sandhills
La réserve nationale de faune de Harris Sandhills (en anglais : Harris Sandhills National Wildlife Area) est une aire protégée canadienne située à Harris No 316 (en). La réserve de 372 ha a pour but de protéger une portion de la prairie indigène ainsi que l'habitat d'oiseaux migrateurs et d'espèces menacées.

## Géographie
La réserve nationale de faune de Harris Sandhills est située à 40 km au nord-est de Rosetown. Elle a une superficie de 372,1 ha. Le territoire de la réserve est caractérisé par des zones de prairies cultivées, de la prairie mixte indigène, des bosquets de peupliers et des dunes stabilisée.

## Faune et flore
On y observe les plantes suivantes dans la réserve: la stipe chevelue, la muhlenbergie cuspidée, l'agropyre de l'Ouest, la brome des toits, l'oponce à épines nombreuses, le grémil incisé, le cerisier de Virginie et le chalef argenté.
Les oiseaux présents sont le bruant vespéral, le plectrophane à ventre noir, le bruant de Baird, la sturnelle de l'Ouest, le pipit de Sprague, le bruant des plaines et l'alouette hausse-col. On y retrouve comme mammifère le cerf mulet, l'orignal, le coyote et le cerf de Virginie. Le seul reptile présent est la couleuvre des Plaines.

## Histoire
En 1978, la réserve nationale de faune des Prairies a été constituée. Cette dernière comprenait 26 unités distincte réparties dans le sud de la province. En octobre 2020, un examen scientifique rigoureux a déterminé selon les critères établis en 2005 pour la création des réserves nationales de faune que seulement 7 des 26 unités répondaient aux critères actuels. Il a alors été décidé de remplacer l'ancienne réserve par 5 plus petites et de radier 19 des unités des territoires protégées. Pour la réserve nationale de faune de Harris Sandhills, elle correspond à l'unité 13 de l'ancienne réserve. La réserve nationale de faune de Harris Sandhills a été établis le 12 mars 2025 en même temps que l'abolition de la réserve nationale de faune des Prairies.